# Шенон (Илиноис)
Шенон (енгл. Shannon) град је у америчкој савезној држави Илиноис.

## Демографија
По попису из 2010. године број становника је 757, што је 97 (-11,4%) становника мање него 2000. године.
| Група             | 2000.       | 2010.       |
| Белци             | 824 (96,5%) | 736 (97,2%) |
| Афроамериканци    | 3 (0,4%)    | 1 (0,1%)    |
| Азијати           | 11 (1,3%)   | 1 (0,1%)    |
| Хиспаноамериканци | 7 (0,8%)    | 12 (1,6%)   |
| Укупно            | 854         | 757         |